# Studienka
Studienka (allemand : Hausbrunn ) est un village de Slovaquie situé dans la région de Bratislava.

## Histoire
Première mention écrite du village en 1592.

## Démographie

### Évolution de la population
| Année:               | 1994. | 2004.   | 2014.   | 2024.   |
| -------------------- | ----- | ------- | ------- | ------- |
| Nombre de personnes: | 1513  | 1608    | 1644    | 1748    |
| Différence:          |       | +6,27 % | +2,23 % | +6,32 % |

| Année:               | 2023. | 2024.   |
| -------------------- | ----- | ------- |
| Nombre de personnes: | 1751  | 1748    |
| Différence:          |       | -0,17 % |

## Politique
| Nom          | Parti politique      | Date de l'élection | Fin du mandat |
| ------------ | -------------------- | ------------------ | ------------- |
| Boris Soukup | Candidat indépendant | 2 déc. 2006        | Déc. 2010     |
| Boris Soukup | Candidat indépendant | Déc. 2010          | Déc. 2013     |